# Rúben Dias
Rúben dos Santos Gato Alves Dias vagy egyszerűen Rúben Dias (Amadora, 1997. május 14. –) portugál válogatott labdarúgó, a Manchester City játékosa, posztját tekintve hátvéd.

## Pályafutása

### Klubcsapatokban

#### Benfica
Szülővárosa csapatában az Estrela da Amadora csapatában szerepelt fiatalon, majd a 2008-ban a Benfica akadémiájára került. 2015. szeptember 30-án mutatkozott be a második csapatban a Chaves ellen. 2017. szeptember 16-án az első csapatban is bemutatkozhatott, a Boavista ellen kezdőként végig a pályán volt. December 29-én a kupában a Vitória de Setúbal ellen első gólját is megszerezte a klub színeiben. 2018. február 3-án a bajnokságban is megszerezte az első gólját a Rio Ave ellen. A szezon végén megválasztották a liga legjobb iatal játékosának.
2018 nyarán, annak ellenére, hogy több európai élklub is érdeklődött iránta, szerződését meghosszabbította a lisszaboni csapattal, egészen 2023 nyaráig.
A 2019–2020-as szezonban alapembere volt a Benficának, 33 bajnokin kétszer volt eredményes a bajnokságban második helyen végző csapatban. 2020. szeptember 26-án, a Moreirense elleni 2–0-s győzelem során ő szerezte csapata első gólját. A mérkőzést követően Jorge Jesus vezetőedző úgy nyilatkozott, valószínűleg ez volt Rúben Dias utolsó mérkőzése a csapatban.

#### Manchester City
2020. szeptember 29-én hat évre szóló szerződést írt alá az angol Premier League-ben szereplő Manchester City csapatához, amely 68 plusz 3,6 millió eurót fizetett érte, valamint Nicolás Otamendi is a Benfica játékosa lett.

### A válogatottban
Részt vett a Máltán megrendezett 2014-es U17-es labdarúgó-Európa-bajnokságon, ahol a csoportjukat megnyerték, de az elődöntőben kiestek. A 2016-os U19-es labdarúgó-Európa-bajnokságon szintén az elődöntőben estek ki. A 2017-es U20-as labdarúgó-világbajnokságon csapatkapitányként vett részt. Bekerült a 2018-as labdarúgó-világbajnokságra utazó keretbe. 2018. május 28-án mutatkozott be a felnőttek között Tunézia ellen 2–2-re végződő felkészülési mérkőzésen. A világbajnokságon csak a kispadon kapott lehetőséget, de pályára nem lépett. A 2018–2019-es UEFA Nemzetek Ligáját megnyerő válogatottnak alapembere volt és a döntőben a mérkőzés emberének választották meg. 2020. november 17-én megszerezte első két gólját Horvátország ellen. 2021 májusában beválasztották a 2020-as labdarúgó-Európa-bajnokságra utazó 26 fős keretbe.
2024. május 21-én Roberto Martínez szövetségi kapitány kihirdette 26 fős Európa-bajnoki keretét, amelyben ő is szerepelt.

## Sikerei, díjai

### Klub
- Benfica
  - Primeira Liga: 2018–2019[22]
  - Portugál szuperkupa: 2019
- Manchester City
  - Premier League: 2020–2021, 2021–2022, 2022–2023,[23] 2023–2024
  - Angol kupa: 2022–2023
  - Angol ligakupa: 2020–2021[24]
  - UEFA-bajnokok ligája: 2022–2023

### Válogatott
- Portugália
  - UEFA Nemzetek Ligája: 2018–2019[25]

### Egyéni
- U19-es labdarúgó-Európa-bajnokság – A torna csapatának tagja: 2016[26]
- Cosme Damião-díj – Az év tehetsége: 2017[27]
- A Primeira Liga – Az év tehetsége: 2017–18[5]
- Az UEFA Nemzetek Ligája – A torna csapatának tagja: 2018–2019[25]
- A Primeira Liga – A szezon csapatának tagja: 2019–2020[28]
- FWA – Az év labdarúgója: 2020–2021[29]